# The Wreckers
The Wreckers es un dúo musical estadounidense de estilo country pop integrado por las cantautoras Michelle Branch y Jessica Harp.

## Historia
Michelle y Jessica se conocieron 6 años antes, cuando ambas tenían páginas en Internet promocionando su música. Fanes de ambas les dijeron que tenían un sonido parecido, y fue cuando se empezaron a contactar.
Michelle fue contratada por Maverick Records, compañía con la que ha editado sus dos álbumes: The Spirit Room y Hotel Paper. Durante la promoción del primero, Branch fue visitando muchas radios, entre estas la de Ciudad de Kansas, de donde es Jessica. En el aeropuerto de la ciudad se conocieron.
Branch le preguntó a Harp si quería ser su corista, y ella aceptó.
Después de bromear durante un tiempo, decidieron empezar la banda como "The Cass County Home Wreckers" (basado en el nombre que tuvo una banda del marido de Michelle) y después como "The Home Wreckers", hasta llegar al nombre actual, "The Wreckers".

## Premios y nominaciones
- Nominación: "Vocal Duo of the Year" 40th Annual CMA Awards.
- Nominación: "Best Country Performance by a Duo or Group with Vocal" en los Grammy de 2006 por Leave the Pieces.

## Álbumes
Todos los álbumes son publicados mediante la disquera Warner Bros. Records.
| Año  | Detalles del álbum                                                         | Posiciones más altas | Posiciones más altas | Posiciones más altas | Certificaciones |
| Año  | Detalles del álbum                                                         | US Country           | US                   | UK Country           | US              |
| ---- | -------------------------------------------------------------------------- | -------------------- | -------------------- | -------------------- | --------------- |
| 2006 | Stand Still, Look Pretty - Lanzamiento: 23 de mayo de 2006                 | 4                    | 14                   | 1                    | Gold (Oro)      |
| 2007 | Way Back Home: Live at New York City - Lanzamiento: 4 de diciembre de 2007 | —                    | —                    | —                    | —               |